# Biskupice, Zlín
Biskupice là một làng thuộc huyện Zlín, vùng Zlínský, Cộng hòa Séc.